# Esmeralda Ruspoli
Esmeralda Ruspoli (24 de junio de 1928 - 1 de septiembre de 1988) fue una actriz teatral, cinematográfica, televisiva y una artista de Collages  de nacionalidad italiana

## Biografía
Nacida en Roma, Italia, era descendiente de una antigua y noble familia romana, hija de Carlo Maurizio Ruspoli y Marina Volpi (hija a su vez del conde Giuseppe Volpi). En 1951 se inició como actriz teatral, tras finalizar con provecho sus estudios de interpretación en la Accademia Nazionale d'Arte Drammatica, en la cual tuvo como profesores a Orazio Costa y Wanda Capodaglio.
Michelangelo Antonioni la eligió en 1959 para interpretar a Patrizia en el film La aventura, comenzando así una discontinua carrera en el mundo del cine, en el cual trabajaría hasta el año 1987.
Además, participó también en diversos programas culturales y teatrales, así como en comedias y dramas emitidos por la RAI.  
Aparte de su faceta de actriz, Ruspoli fue sobre todo una artista de la técnica del collage. 
Esmeralda Ruspoli falleció en 1988 en Lipari, Italia. Había estado casada con el actor Giancarlo Sbragia, con el cual tuvo tres hijos: Mattia Sbragia, también actor, Viola y Ottavio.

## Filmografía

### Cine
- La aventura, de Michelangelo Antonioni (1960)
- Il dominatore dei sette mari, de Primo Zeglio (1962)
- I tre volti, de Mauro Bolognini (1964)
- Una vergine per il principe, de Pasquale Festa Campanile (1965)
- Krimina, de Umberto Lenzi (1966)
- Fermate il mondo... voglio scendere!, de Giancarlo Cobelli (1967)
- Amanti, de Vittorio De Sica (1968)
- La ragazza di nome Giulio, de Tonino Valerii (1970)
- Sans mobile apparent, de Philippe Labro (1971)
- Forza "G", de Duccio Tessari (1972)
- Lo chiameremo Andrea, de Vittorio De Sica (1972)
- Le orme, de Luigi Bazzoni (1974)
- Gli occhiali d'oro, de Giuliano Montaldo (1987)

### Televisión
- La storia di Enrico IV, de William Shakespeare, dirección de Sandro Bolchi, 6 de noviembre de 1961.
- Melissa, de Francis Durbridge, dirección de Daniele D'Anza, 23 de noviembre a 28 de diciembre de 1966.
- Una delle ultime sere di carnovale, de Carlo Goldoni, dirección de Luigi Squarzina, 13 de enero de 1970.
- I rusteghi, de Carlo Goldoni, dirección de Luigi Squarzina, 23 de agosto de 1974.